# ジャン＝マリー・ボーデ
ジャン＝マリー・ボーデ（Jean-Marie Beaudet, 1908年2月20日 - 1971年3月19日）は、カナダの指揮者、ピアニスト。

## 経歴
1908年、セットフォード・マインズ生まれ。レヴィ大学でアルフォンス・タルディフ神父の元でピアノとオルガンを修め、さらにケベック神学校に進んでアンリ・ガニョンとロバート・タルボットの薫陶を受けた。また、1929年にオルガン演奏でヨーロッパ賞を受賞したことでフォンテーヌブローのアメリカ音楽院に留学してピエール・ルカに師事。さらにパリ音楽院でルイ・オベールに和声を、イヴ・ナットにピアノを、マルセル・デュプレにオルガンを師事。
1932年に帰国して聖ドミニク教会のオルガニストに就任し、同時にラヴァル大学でも教鞭をとり、指揮者、ピアニストとしても活動を始めた。1937年にはカナダ放送協会（CBC）に入社し、ケベック州のプログラム・ディレクター、国家の音楽のスーパーヴァイザー等を務め、エクトル・ベルリオーズの《キリストの幼時》やアルテュール・オネゲルの《ダヴィデ王》、ヒーリー・ウィランのオペラ等を積極的に紹介した。CBCに勤務していた頃から、自らも指揮者、ピアニストとして関わり、1943年にはメトロポリタン歌劇場のプロダクションを聖ドニ劇場に呼び寄せてビゼーの《カルメン》を上演したり、1946年にはプラハの春音楽祭に行ってカナダの音楽を紹介したり、ドビュッシーのピアノ曲のリサイタルを開いたりしていた。
1947年からはカナダ放送協会(CBC)からいったん離脱し、ケベック音楽院やヴァンサン・ダンディ音楽学校で教鞭をとる傍ら、ラウル・ジョバン、マージョリー・ローレンス、ジョルジュ・ティルやニノン・ヴァランといった名歌手たちの伴奏者としてカナダ各地を回った。1949年にはモントリオール音楽祭でプッチーニの《トスカ》とミヨーの《哀れな水夫》を上演。同じ年にサン・ローランでビゼーの《アルルの女》の上演も指揮している。1951年にグノーの《ファウスト》をカナダ放送で上演し、1953年からCBCに復帰した。その翌年から1964年までカナダ放送協会交響楽団の指揮者として活動した。
1964年からオタワの国立芸術センターの音楽監督となり、1969年に国立芸術センター管弦楽団を創設した。
1971年、オタワで死去。
ボーデ死後の1988年、芸術のためのカナダ評議会は、若い指揮者のために彼の名前を冠した賞を創設した。